# Рыцарь веры

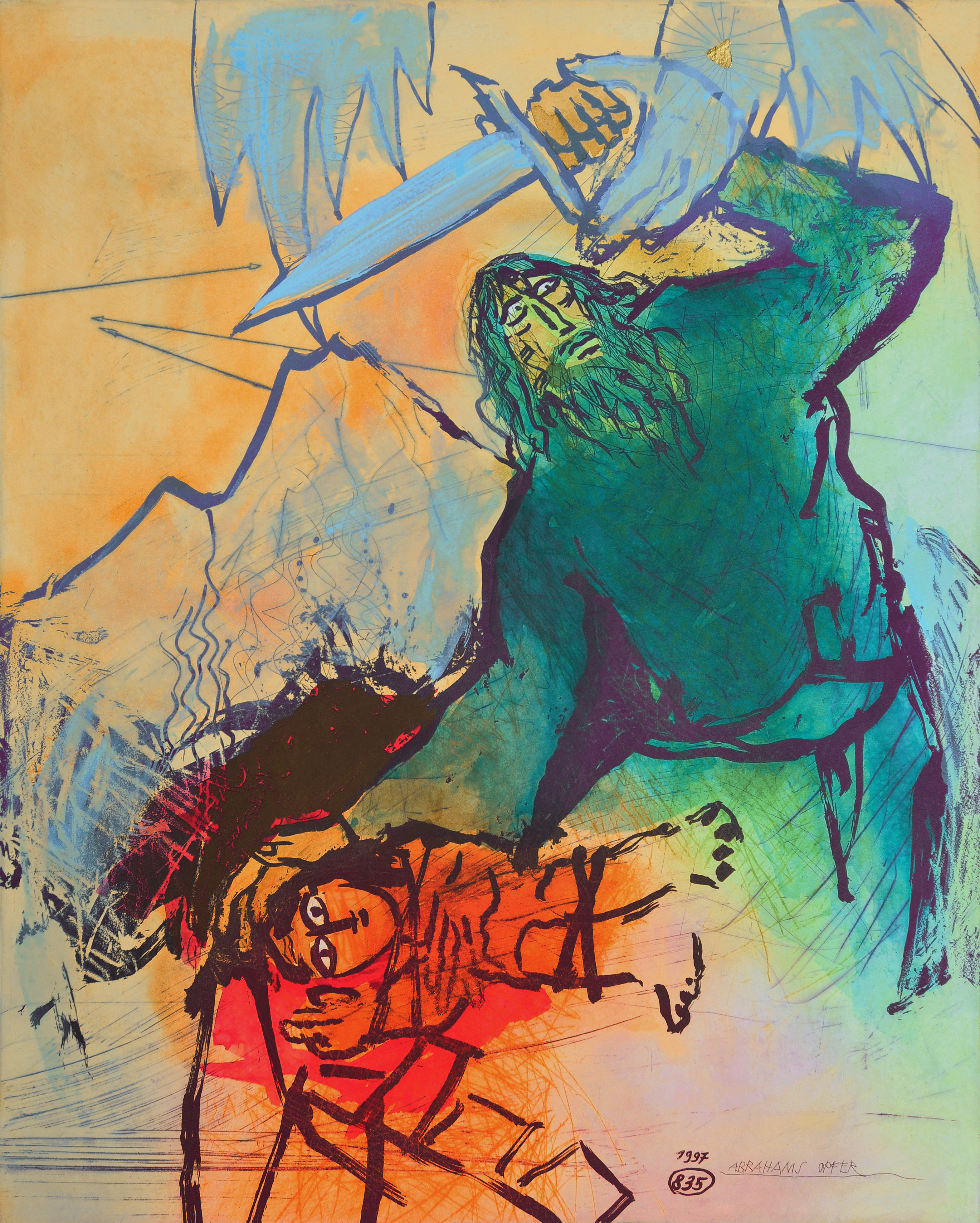
Картина Ади Хольцера «Авраам приносит Исаака в жертву».

Рыцарь веры (дат. troens ridder) — литературно-символический эпитет, который использовал датский философ и теолог Сёрен Кьеркегор для обозначения персоны, которая силой веры преодолела эстетическую и этическую стадию существования и перешла в религиозную, став свободной и независимой от мира. Впервые Кьеркегор использовал данный эпитет в своей работе «Страх и трепет» (1843), где «рыцарем веры» он называет Авраама, который силой веры смог исполнить Божью волю и преодолеть страх, вызванный свойственным человеку неверием.
Кьеркегор указывает, что такие библейские герои, как Авраам и Иов, были поставлены в ситуацию, когда от них требовалось «верить силой абсурда», и они выдержали это испытание.

## Сущность понятия
Кьеркегор утверждает, что рыцарь веры — это личность-парадокс, совершенно не что иное, как личность с принципами без связей или претензий[прояснить]. Рыцарь веры — это человек, способный изящно воспринимать жизнь сквозь веру. Кьеркегор так выразился в своей работе «Или — или»: 
«Когда вокруг все становится тихим, торжественным, как ясная, освещенная звездами ночь, когда душа уединяется во весь мир, тогда перед кем-то предстает не чрезвычайный человек, а самая вечная сила, затем открываются небеса, и Я выбирает себя, или, вернее, получает себя. Тогда личность получает награду рыцарства, которое облагораживает его на вечность».
Он противопоставляет «рыцаря веры» «трагическому герою», который в конечном счете не выходит из рамок этического, хотя бы в его действиях, на поверхностный взгляд, и было нечто подобное поступку Авраама. Так, в качестве примера рассматривается сюжет трагедии Еврипида «Ифигения в Авлиде», в которой Агамемнон вынужден принести свою дочь Ифигению в жертву богам, или библейский персонаж Иеффай, который тоже по обету приносит дочь в жертву. Такой трагический герой может вызвать сочувствие, или даже восхищение, но рыцарь веры находится в экзистенциальном одиночестве, потому что он не мог бы рационально объяснить свои действия — «его никто не может понять». Кьеркегор указывает, что, например, Иеффай исполняет обет после победы над иноплеменниками; но смерть Исаака, напротив, никому не принесла бы пользы. Таким образом, Авраам был поставлен в ситуацию, когда от него требовалось «верить силой абсурда», и он выдержал это испытание.
Кьеркегор придерживался этой же темы в своих ранних и поздних произведениях. «Великие героические подвиги являются материалом истории, но они не являются материалом жизни. Каждый отдельный человек может совершить великие дела в жизни. Каждый из нас рождается с силой стать тем, кем мы стали. Вера может быть схвачена и крепко удержана простейшими людьми, это ещё труднее достичь культурным. Какое удивительное, вдохновляющее христианское человечество: наивысшее общее для всех людей».